# 動物公園駅

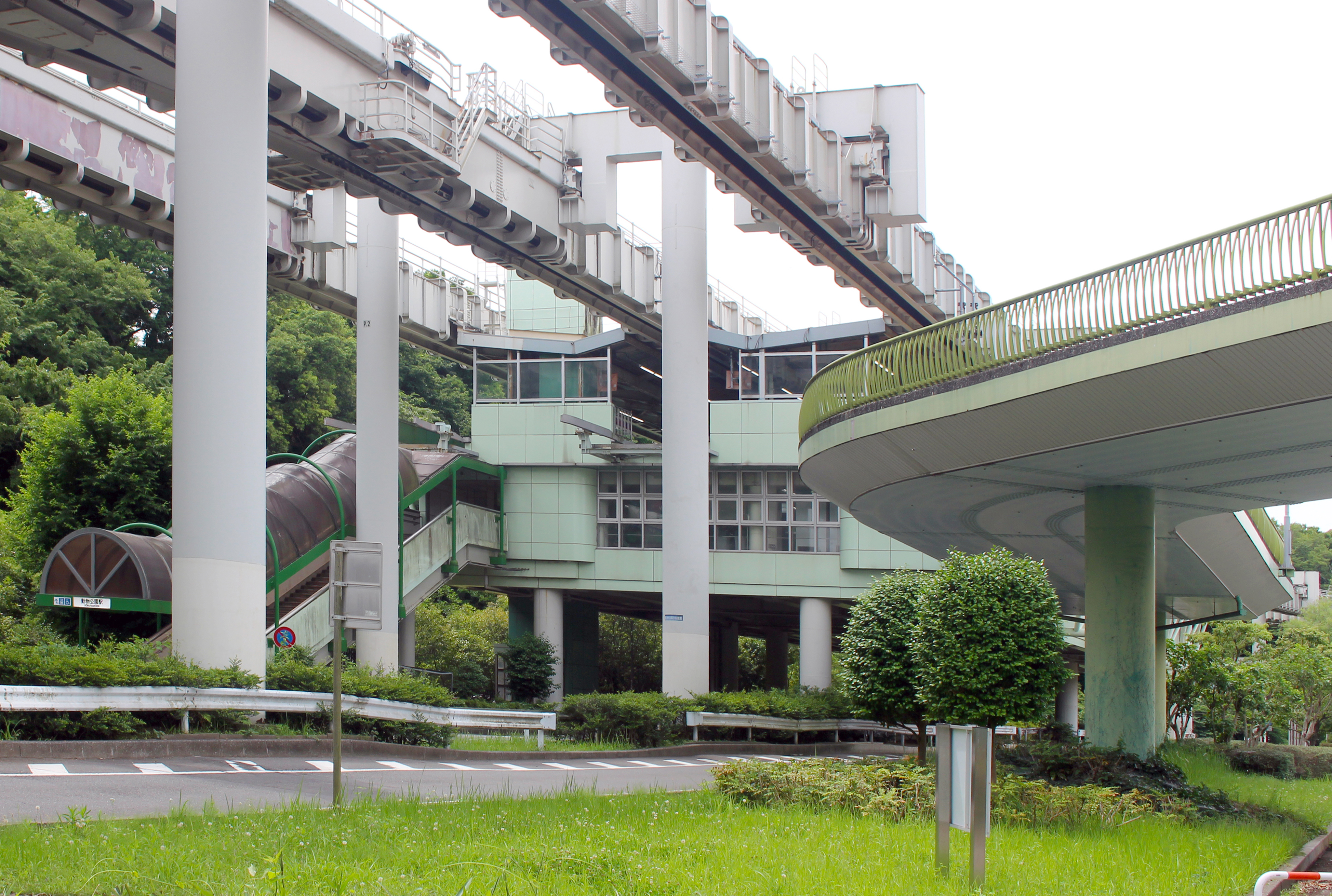
南側出入口（2024年6月）

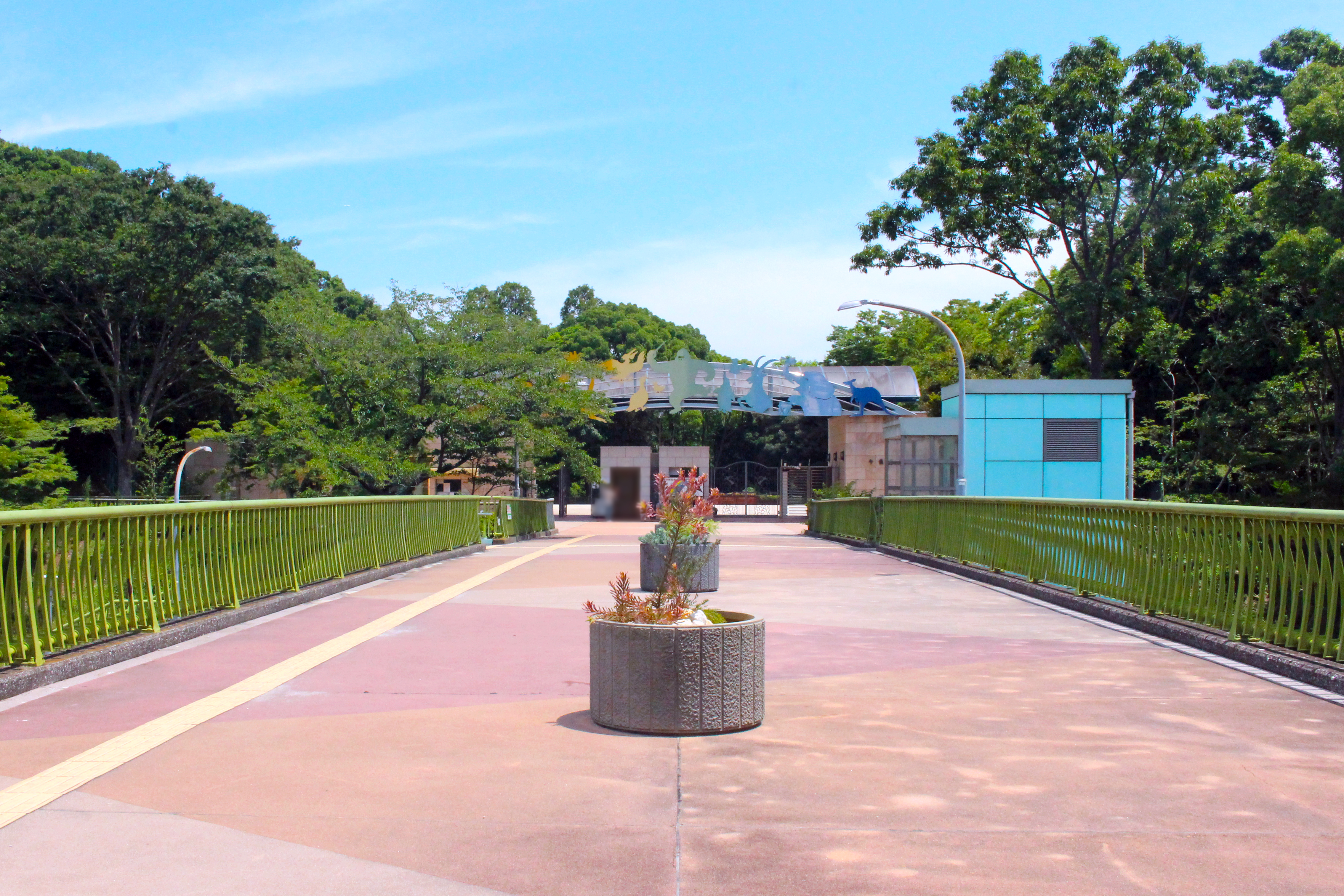
千葉市動物公園連絡通路（2024年7月）

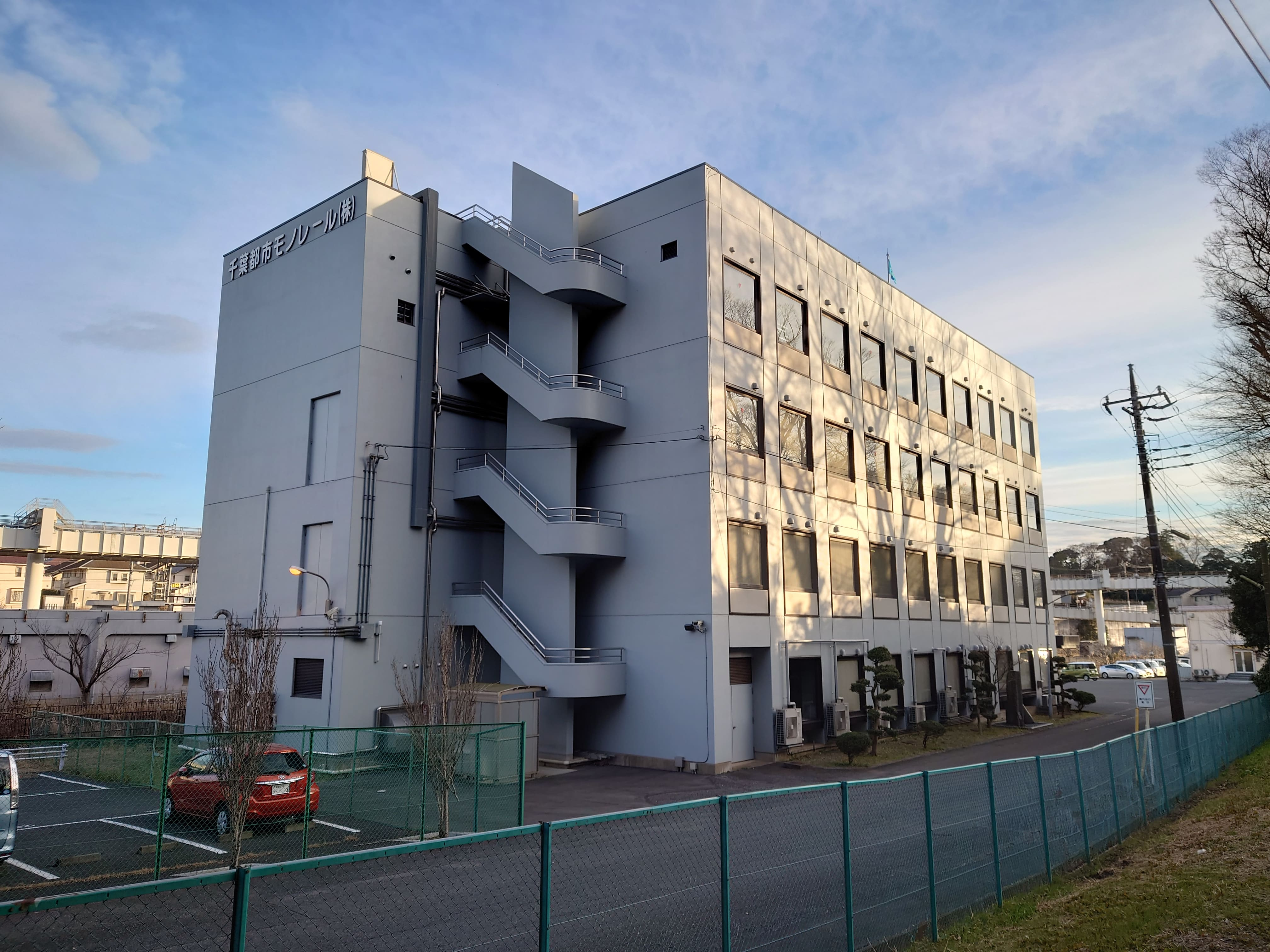
千葉都市モノレール 本社

動物公園駅（どうぶつこうえんえき）は、千葉県千葉市若葉区源町にある、千葉都市モノレール2号線の駅である。駅番号はCM09。

## 概要

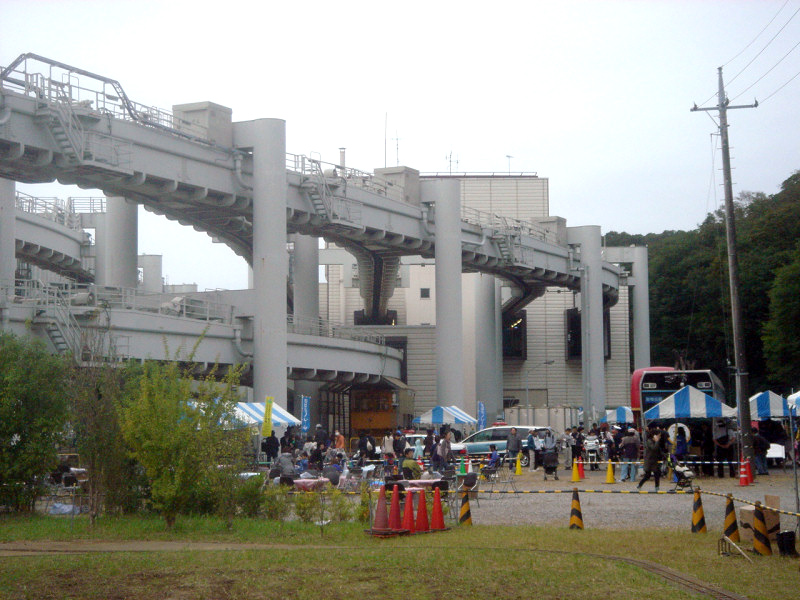
萩台車両基地（2013年10月）

北側出入口よりペデストリアンデッキを通じて、千葉市動物公園の正門ゲートに直結する。
付近に、当駅から繋がる萩台車両基地が所在するため、当駅を始終着とする列車が設定されている。

## 歴史
- 1988年（昭和63年）3月28日 - 開業[1][2]。
- 2009年（平成21年）3月14日 - ICカード「PASMO」の利用が可能となる[4]。

## 駅構造
島式ホーム2面3線を持つ高架駅で、バリアフリー設備として地平から改札階へのエレベーター（改札外南側出入口）と、改札階からホームへのエレベーター（改札内）がそれぞれ設置されている。改札口は東側（千城台方面）に1か所あり、自動改札機、自動券売機が設置されている。
出入口はコンコースより北側に1か所（北側出入口・千葉市動物公園連絡通路）と地平から連絡通路へのエレベーター1基、南側に1か所（南側出入口）と地平から改札階へのエレベーター1基がある。

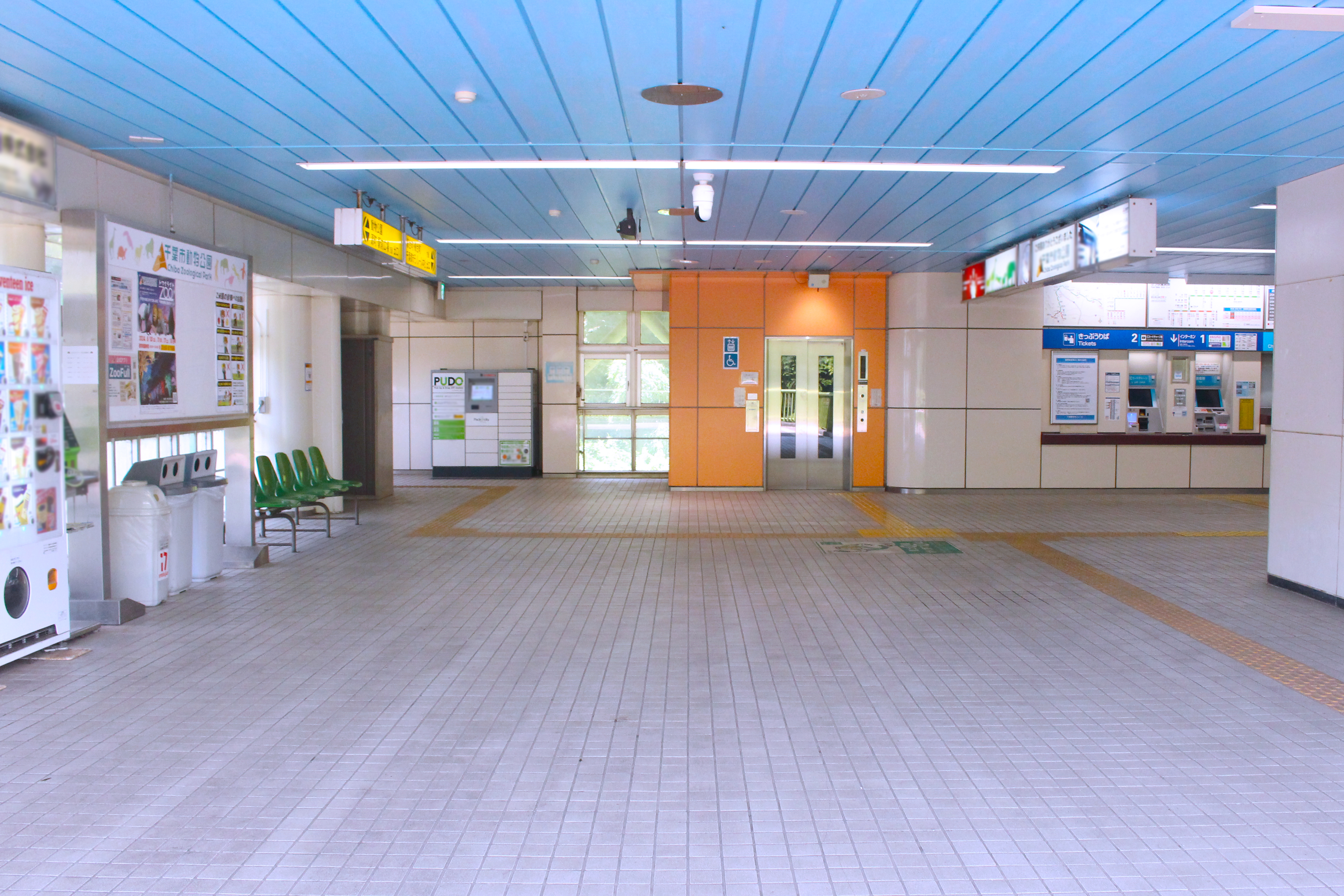
改札外コンコース（2024年7月）
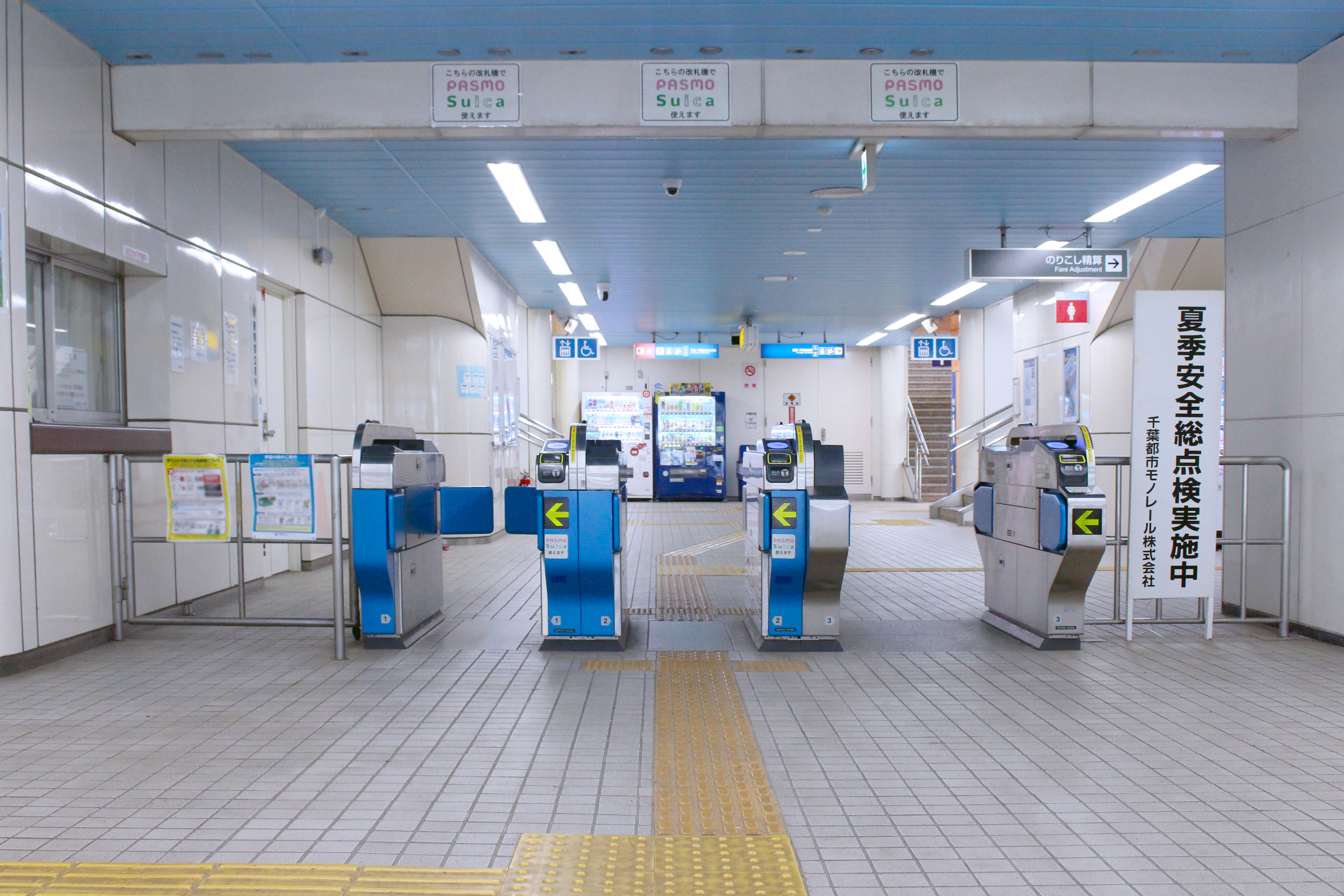
改札口（2024年7月）
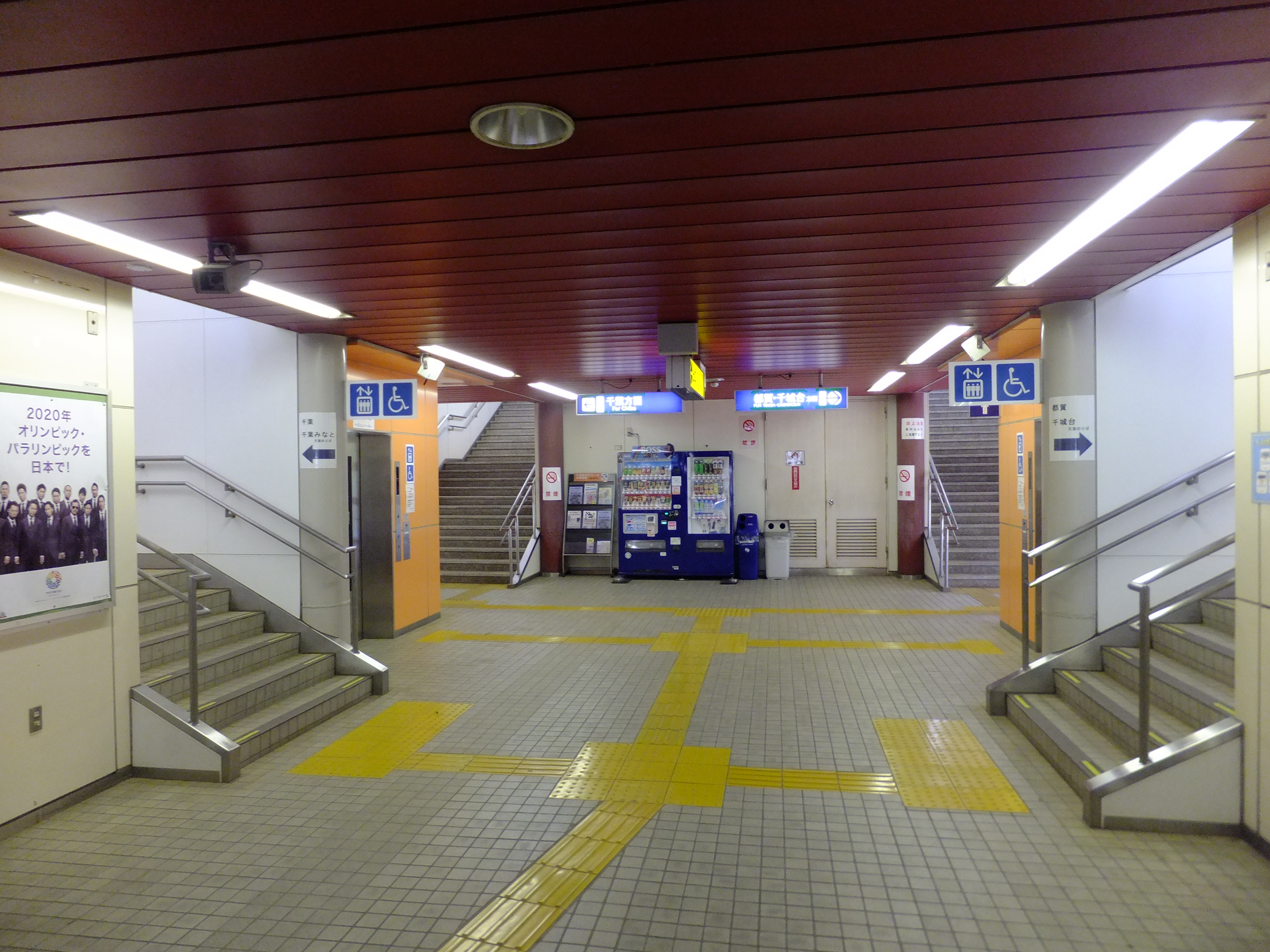
改札内コンコース（2012年5月）

### のりば
2・3番線は、共有線路となっている。
| 番線 | 路線  | 行先                 | 備考                                                |
| ---- | ----- | -------------------- | --------------------------------------------------- |
| 1    | 2号線 | 都賀・千城台方面     |                                                     |
| 2    | 2号線 | 都賀・千城台方面     | 当駅始発（千葉みなと方面行は千葉駅から1号線へ直通） |
| 3    | 2号線 | 千葉・千葉みなと方面 | 当駅始発（千葉みなと方面行は千葉駅から1号線へ直通） |
| 4    | 2号線 | 千葉・千葉みなと方面 | 千葉みなと方面行は千葉駅から1号線へ直通             |

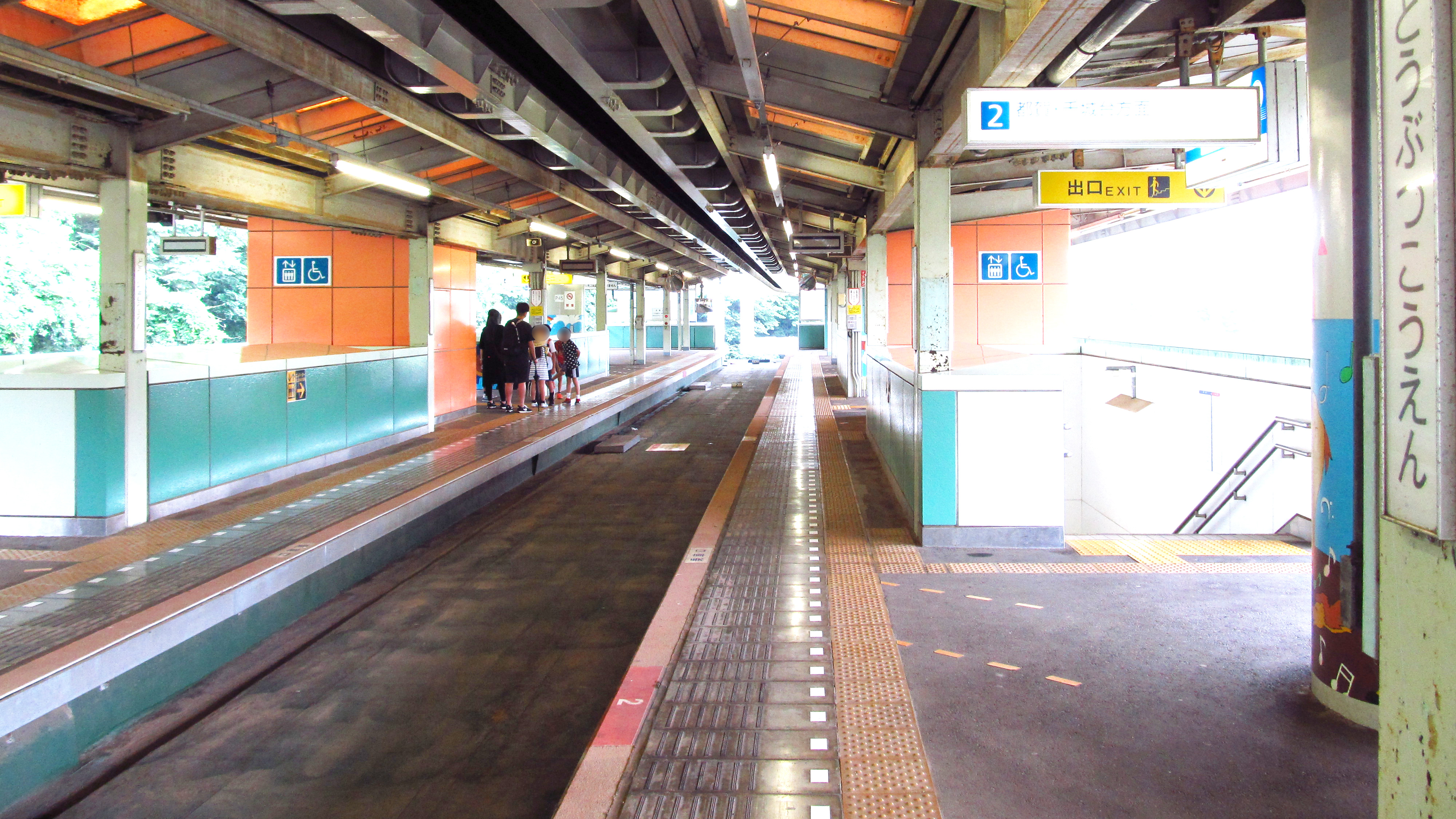
1・2番線ホーム（2019年7月）
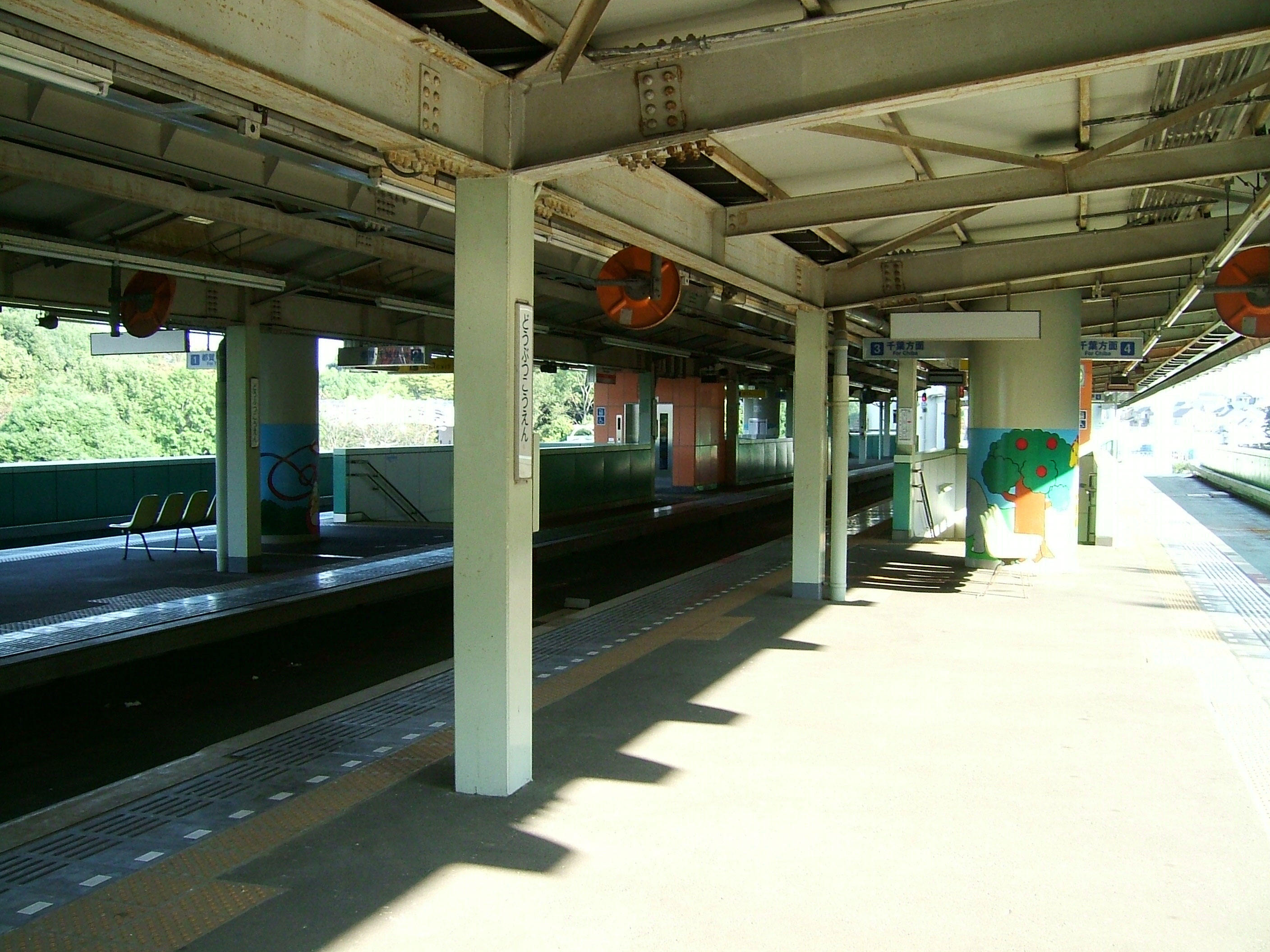
3・4番線ホーム（2008年10月）
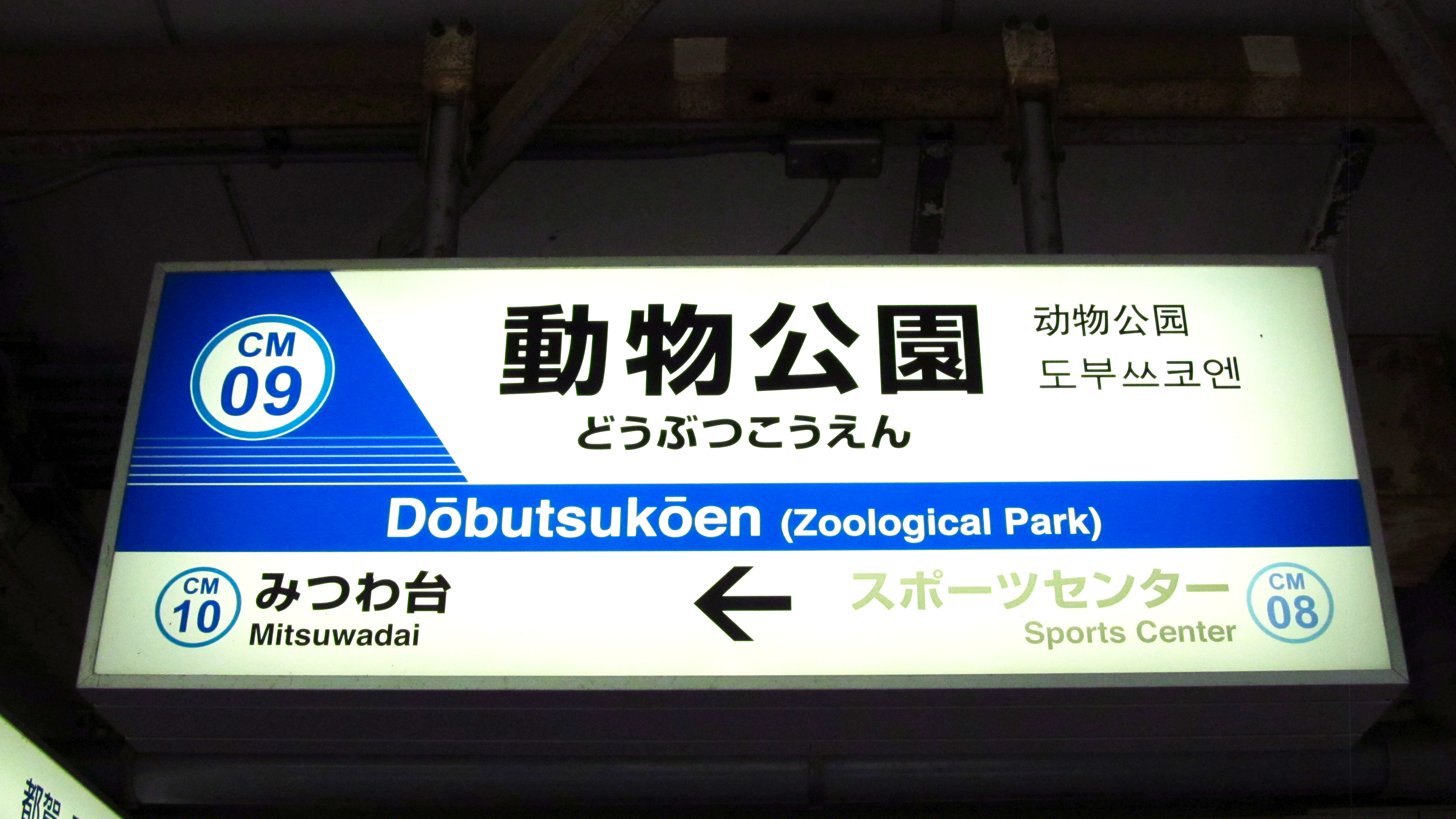
1・2番線駅名標（2019年7月）
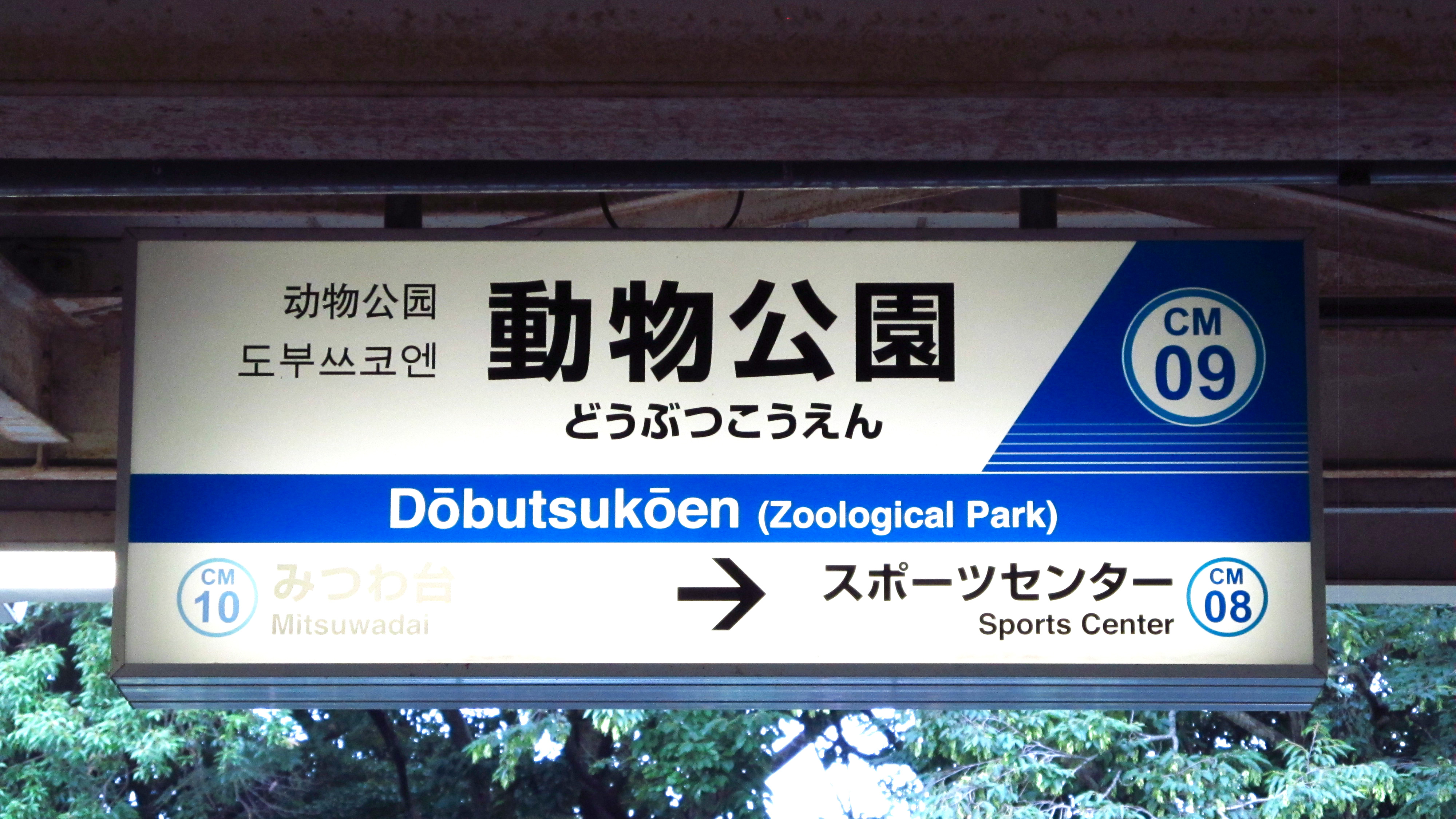
3・4番線駅名標（2019年7月）

## 利用状況
2023年度の1日平均乗車人員は761人である。千葉都市モノレールの駅では、18駅中17位。
近年の1日平均乗車人員推移は下記の通り。
| 年度               | 一日平均 乗車人員 |
| ------------------ | ----------------- |
| 1999年             | 584               |
| 2000年             | 545               |
| 2001年             | 572               |
| 2002年             | 605               |
| 2003年             | 586               |
| 2004年             | 566               |
| 2005年             | 659               |
| 2006年             | 710               |
| 2007年             | 674               |
| 2008年             | 650               |
| 2009年             | 686               |
| 2010年             | 633               |
| 2011年             | 613               |
| 2012年             | 662               |
| 2013年             | 664               |
| 2014年             | 660               |
| 2015年             | 645               |
| 2016年             | 736               |
| 2017年             | 733               |
| 2018年             | 710               |
| 2019年             | 714               |
| 2020年（令和02年） | 580               |
| 2021年（令和03年） | 713               |
| 2022年（令和04年） | 744               |
| 2023年（令和05年） | 761               |

## 駅周辺

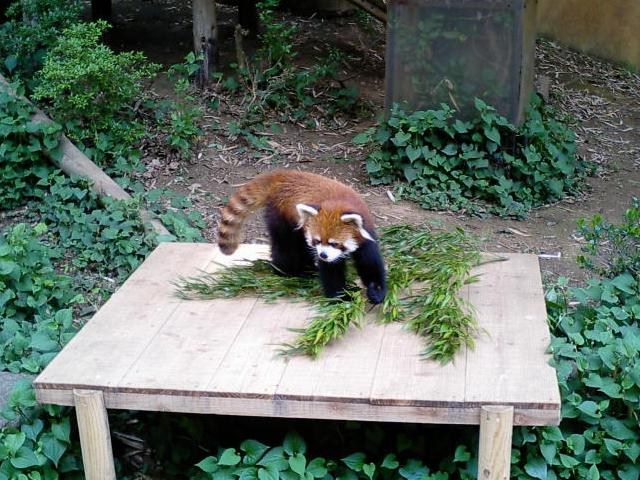
千葉市動物公園（レッサーパンダの風太くん）

駅西側は稲毛区（萩台町）との区域があり、駅北側から駅直下にかけてロータリー交差点が整備されている。駅西側に国道16号、駅南側には京葉道路の穴川インターチェンジ、国道14号がある。

### 北側

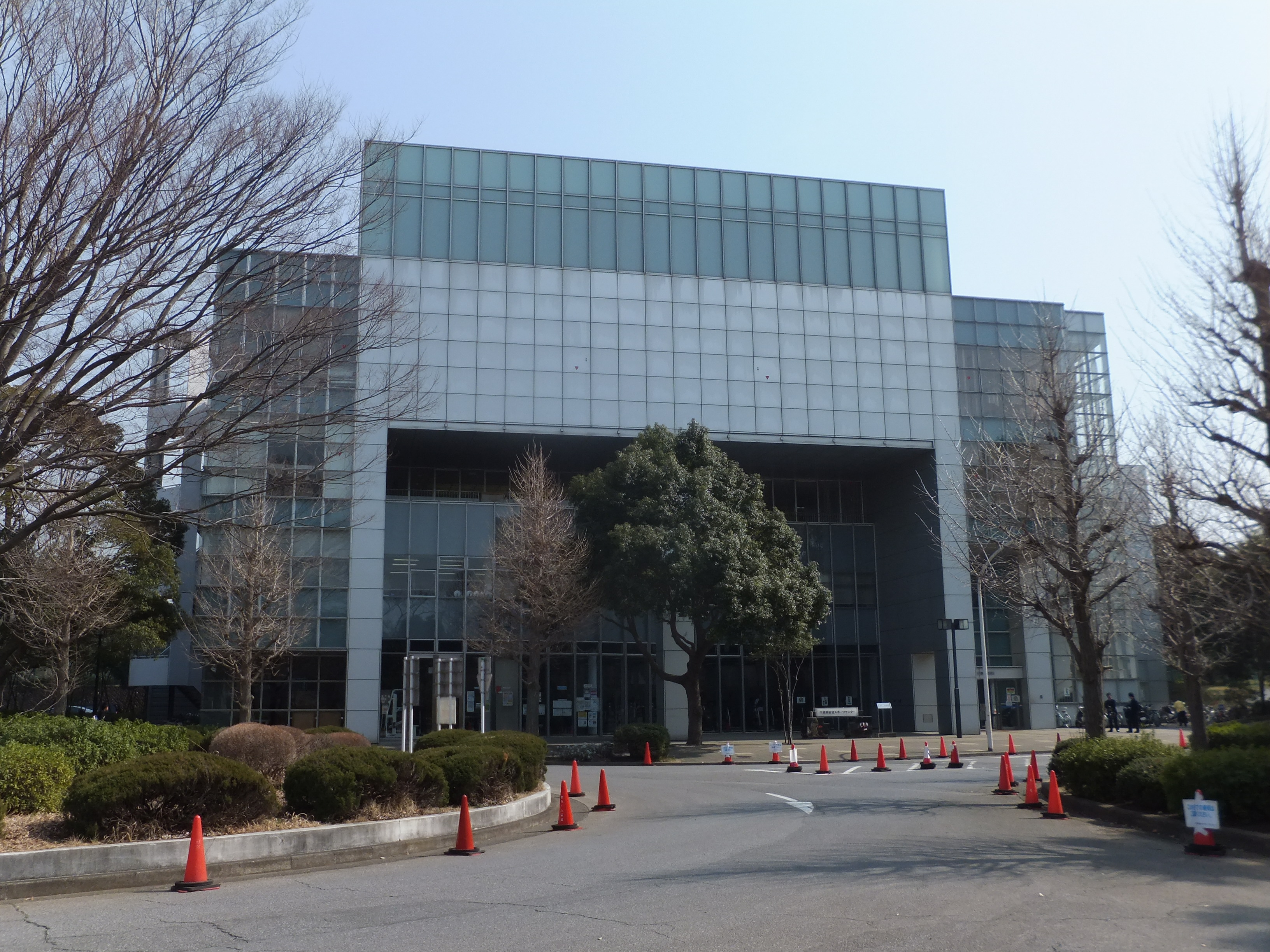
千葉県総合スポーツセンター（スポーツ科学センター）

当駅東側出入口（稲毛区萩台町の一部・天台町の一部、若葉区源町の一部・みつわ台の一部）方面。千葉市動物公園方面には連絡通路が整備されている。
- 千葉市立草野中学校
- 千葉市立源小学校
- 千葉市立草野小学校
- 千葉信用金庫 園生草野支店
- オーツーパーク
  - ケーズデンキ オーツーパーク稲毛店
  - クラブセガ 稲毛オーツーパーク
  - ゲオ 千葉園生町店
  - 極楽湯 千葉稲毛店
- フレスポ 稲毛
  - マミーマート 稲毛長沼店
  - ウェルパーク 稲毛長沼店
  - ノジマ フレスポ稲毛店
- アコレ みつわ台5丁目店
- 千葉市動物公園
- 千葉県総合スポーツセンター
  - 千葉県総合スポーツセンター陸上競技場
  - 宿泊研修所（千葉県高等学校PTA連合会）
- 源四季の森
- 子どもたちの森公園
- 六方調整池多目的施設
- みつわ台第2公園スポーツ施設

### 南側

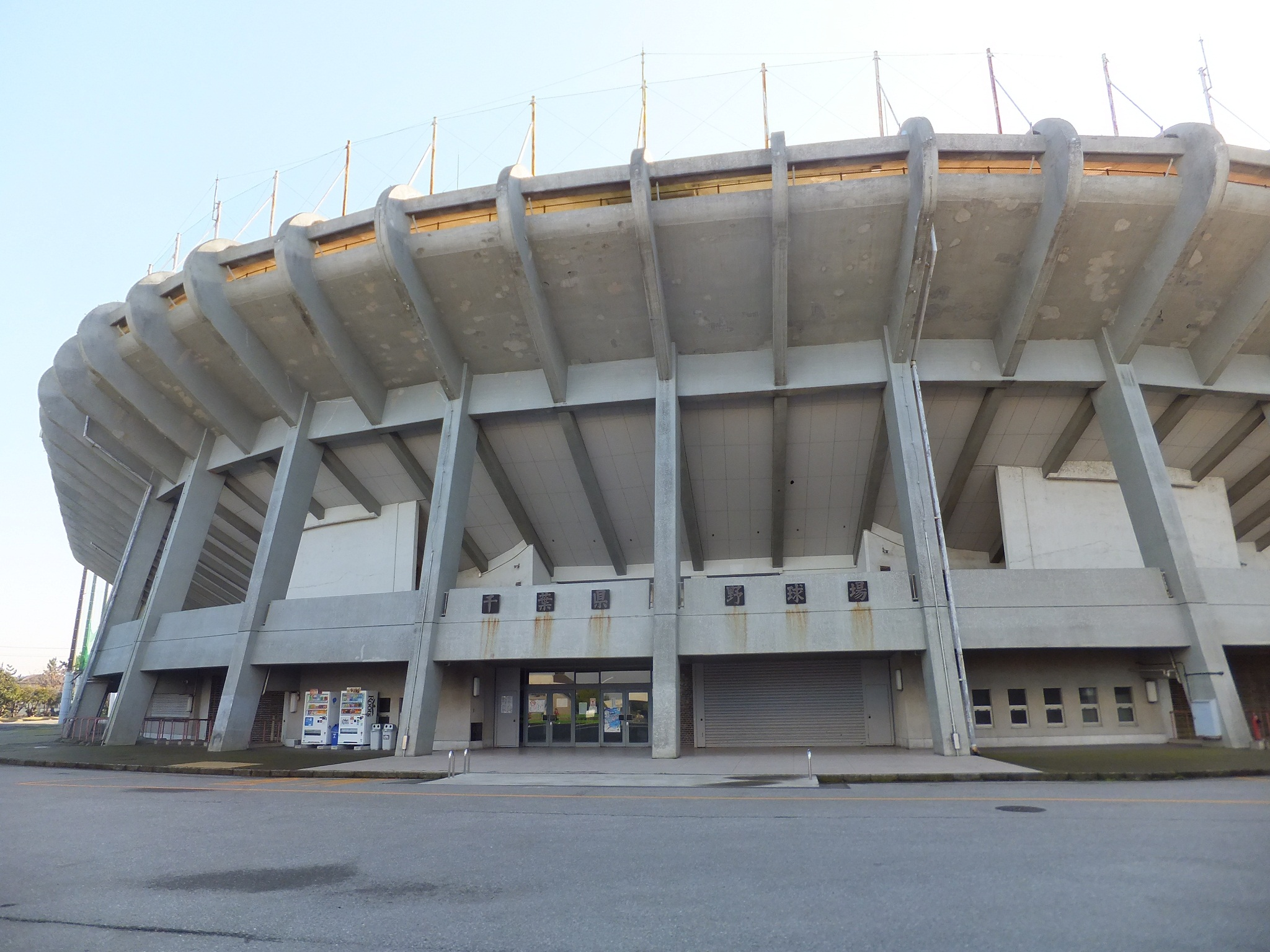
千葉県野球場

当駅西側出入口（稲毛区萩台町の一部・天台町の一部、若葉区源町の一部、殿台町、みつわ台の一部）方面。
- 萩台車両基地
- 千葉都市モノレール 本社
- 千葉県総合スポーツセンター
  - 千葉県野球場
- わくわく広場 みつわ台店
- ヤオコー みつわ台店
- ジェーソン 千葉みつわ台店
- クリエイトSD 千葉みつわ台店
- アートゴルフ穴川

## 隣の駅
千葉都市モノレール
 2号線
スポーツセンター駅（CM08） - 動物公園駅（CM09） - みつわ台駅（CM10）